# Agoseris chilensis
Agoseris chilensis là một loài thực vật có hoa trong họ Cúc. Loài này được (Less.) Greene mô tả khoa học đầu tiên năm 1891.